# Telecom 1B
O Telecom 1B foi um satélite de comunicação geoestacionário francês construído pela British Aerospace (BAe). Ele esteve localizado na posição orbital de 5 graus de longitude oeste e era operado pela France Telecom. O satélite foi baseado na plataforma ECS-Bus e sua expectativa de vida útil era de 7 anos. O mesmo saiu de serviço após sofrer uma falha em 15 de janeiro de 1988.

## História
O segundo satélite Telecom, o Telecom 1B, foi lançado por um foguete Ariane em maio de 1985. Operado pela France Telecom sob o patrocínio do governo, o Telecom 1B fornecia serviços via satélite para usuários civis e militares através de doze transponders ativos e cinco reserva operacional em 6/4 GHz (quatro transponders), 14/12 GHz (seis transponders) e 8/7 GHz (dois transponders de banda X). As últimas unidades forneciam a caraga Syracuse (Systeme de Radio Communications Utilisant un Satellite) canais militares seguras para o Ministério da Defesa francês.
O satélite Telecom 1B foi projetado e fabricado pela Matra com o pacote de comunicações fornecido pela Alcatel Space. No início de sua vida útil de 7 anos, o mesmo tinha uma massa de cerca de 700 kg e capacidade de energia elétrica inicial era de 1,2 kW, fornecida por dois painéis solares estreitos com uma extensão total de 16 m. A plataforma foi derivado do programa antecessor ECS em que a Matra era um subcontratado da British Aerospace. Um total de três satélites de telecomunicações, foram lançados (1984, 1985, 1988). Só o Telecom 1C permaneceu operacional no final de 1994 e estava estacionado em 3 graus de longitude leste depois de ter sido transferido de 5 graus oeste, no outono de 1992.

## Lançamento
O satélite foi lançado com sucesso ao espaço no dia 8 de maio de 1985, por meio de um veículo Ariane 3, lançado a partir do Centro Espacial de Kourou, na Guiana Francesa, juntamente com o satélite GStar 1.

## Capacidade e cobertura
O Telecom 1B era equipado com 6 (mais 3 de reserva) transponders em banda Ku, 4 (mais 2 de reserva) em banda C e 2 em banda X que prestavam serviços telecomunicações à França.